# Josué Casimir
Josué Casimir, né le 24 septembre 2004 à Baie-Mahault (France), est un footballeur français jouant au poste d'ailier droit à l'AJ Auxerre.

## Biographie

### En club

#### Débuts avec Le Havre AC
Né à Baie-Mahault en Guadeloupe de parents haïtiens, Josué Casimir débute le football à l'US Goyave, au sud de Point-à-Pitre. Il passe ensuite par plusieurs clubs de l'île, premièrement avec le Mondial Club de Petit-Bourg ou encore Solidarité scolaire, équipe de sa ville natale. À la suite d'une détection nationale avec la sélection Antilles-Guyane en 2017, il est retenu en équipe de France U16 et est repéré par Mohamed El Kharraze, recruteur du Havre AC. Celui-ci lui propose un essai de deux semaines avec le club, qui s'avère concluant.   
Il joue dans un premier temps avec l'équipe réserve du Havre, avant de débuter en équipe première en octobre 2020 face à l'USL Dunkerque. Il n'a joué que quelques matchs en Ligue 2 avec son club lorsque Luka Elnser prend la tête de l'équipe en juin 2022.   
Hésitant à quitter le club pour obtenir plus de temps de jeu, il parvient à s'installer dans l'équipe première du HAC et inscrit son premier but en Ligue 2 en janvier 2023 face aux Girondins de Bordeaux. Leader avant la dernière rencontre du championnat, Casimir inscrit le but qui permet au Havre de valider la montée en Ligue 1 et le titre de champion de France de Ligue 2 face à Dijon (1-0).
Lors de la saison suivante, il est l'un des joueurs clés de Luka Elsner : il dispute trente rencontres et distribue cinq passes décisives, dont deux pour Yassine Kechta lors d'une victoire cruciale pour le maintien face au RC Strasbourg (3-1). Il termine meilleur passeur décisif du club sur la saison et parmi les vingt meilleurs passeurs du championnat de Ligue 1.
En novembre 2024, après avoir inscrit plusieurs buts refusés notamment par l'arbitrage vidéo, il marque son premier but en Ligue 1 lors d'une victoire sur la pelouse du FC Nantes (2-0). Régulièrement décisif lors de la seconde partie de saison, il égalise sur la pelouse du RC Strasbourg lors de la dernière journée de championnat, avant qu'Abdoulaye Touré ne maintienne Le Havre à la 99e minute (3-2). Il termine la saison avec quatre buts marqués et trois passes décisives. 

#### AJ Auxerre
Le 6 juin 2025, arrivant en fin de contrat avec son club formateur, il s'engage librement avec l'AJ Auxerre pour trois saisons.

## Statistiques
| Saison                | Club                  | Championnat           | Championnat | Championnat | Championnat | Coupe(s) nationale(s) | Coupe(s) nationale(s) | Coupe(s) nationale(s) | Total | Total | Total |
| Saison                | Club                  | Division              | M.          | B.          | P.d.        | M.                    | B.                    | P.d.                  | M.    | B.    | P.d.  |
| 2020-2021             | Le Havre AC           | Ligue 2               | 5           | 0           | 0           | 1                     | 0                     | 0                     | 6     | 0     | 0     |
| 2021-2022             | Le Havre AC           | Ligue 2               | 2           | 0           | 0           | 1                     | 0                     | 0                     | 3     | 0     | 0     |
| 2022-2023             | Le Havre AC           | Ligue 2               | 34          | 2           | 3           | 1                     | 0                     | 0                     | 35    | 2     | 3     |
| 2023-2024             | Le Havre AC           | Ligue 1               | 30          | 0           | 5           | 3                     | 0                     | 0                     | 33    | 0     | 5     |
| 2024-2025             | Le Havre AC           | Ligue 1               | 27          | 4           | 3           | 0                     | 0                     | 0                     | 27    | 4     | 3     |
| Sous-total            | Sous-total            | Sous-total            | 98          | 6           | 11          | 6                     | 0                     | 0                     | 104   | 6     | 11    |
| 2025-2026             | AJ Auxerre            | Ligue 1               | 0           | 0           | 0           | -                     | -                     | -                     | 0     | 0     | 0     |
| Total sur la carrière | Total sur la carrière | Total sur la carrière | 98          | 6           | 11          | 6                     | 0                     | 0                     | 104   | 6     | 11    |

## Palmarès
- Le Havre AC
  - Champion de France de Ligue 2 en 2023